# Anaxeton
Anaxeton là một chi thực vật có hoa trong họ Cúc (Asteraceae).

## Loài
Chi Anaxeton gồm các loài: